# Ninive
Koordinaten: 36° 22′ 0″ N, 43° 9′ 0″ O
Ninive, akkadisch Ninu(w)a (arabisch نينوى, DMG Nīnawā, reichsaramäisch ܢܝܢܘܐ Nīnwē, hebräisch נִינְוֵה 'Nīnəwē, auch Niniveh und Nineveh), war eine mesopotamische Stadt im heutigen Irak, am linken Ufer des Tigris, an der Mündung des kleinen Flusses Chosr (auch Ḫosr, Khoser, Koussour oder arabisch نهر الخوصر, DMG Nahr al-Ḫosr) innerhalb der modernen Stadt Mossul. Die ältesten Siedlungsreste befinden sich auf den Ruinenhügeln (Tells) Kujundschik und Nebi Junus. Im 1. Jahrtausend v. Chr. dehnte sich die Besiedlung auch auf die Umgebung aus und erreichte eine Gesamtfläche von 750 Hektar. Die erforschten Siedlungsschichten lassen Ninive in den Zeitraum vom keramischen Neolithikum bis zur islamischen Periode datieren, wobei es die größte Bedeutung im 7. Jahrhundert v. Chr. als Hauptstadt des Assyrischen Reiches erlangte.

## Geschichte

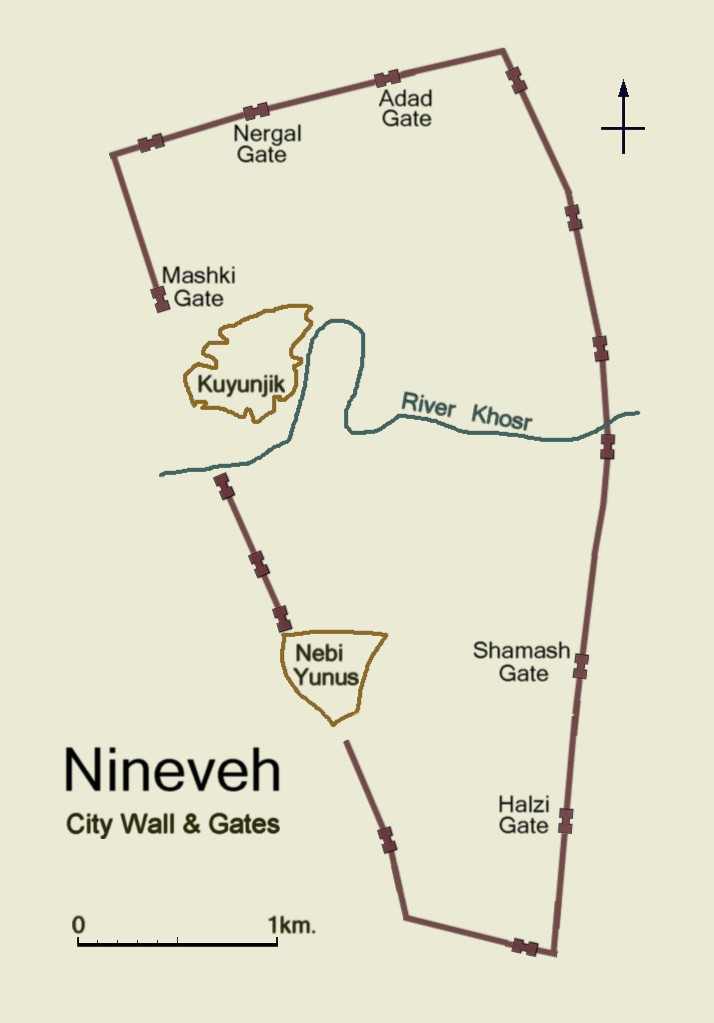
Vereinfachte Darstellung der Stadtmauer mit den Toren. Zu sehen sind außerdem die Grabungshügel Kujundschik und Nebi Jenus.

Palastüberreste und Tempelanlage auf dem Kujundschik.

### Urgeschichte
Die Funde aus den ältesten Schichten, die mit Hilfe einer 27 m tiefen Sondage auf dem Hügel Kujundschik angeschnitten wurden, belegen Kulturhorizonte des späten Neolithikums und Chalkolithikums: Proto-Hassuna und Hassuna, Halaf, Spät-Ubaid, Mittel-Gawra, Mittel- und Spät-Uruk sowie das ältere Frühdynastikum (Ninive 5-Kultur). In der späten Uruk-Zeit könnte die Stadt bereits eine beträchtliche Ausdehnung gehabt haben; der italienische Archäologe Paolo Matthiae nimmt an, dass der gesamte Tell mit einer Fläche von 40 ha bewohnt war.

### 3. Jahrtausend v. Chr.
Archäologische und schriftliche Quellen belegen, dass Ninive im 23.–22. Jahrhundert v. Chr. zum Reich von Akkad gehörte. Durch eine spätere Überlieferung ist die Bautätigkeit des Königs Maništūsu am Ištar-Tempel belegt. Zu den wichtigsten Funden aus dieser Zeit gehört der Kupferkopf eines akkadischen Herrschers, der im Bereich dieses Tempels zutage kam. Gegen Ende des 3. Jahrtausends v. Chr. scheint Ninive zu einem hurritischen Fürstentum gehört zu haben.

### Altassyrische Zeit
Im 2. Jahrtausend v. Chr. entwickelte sich Ninive zu einem bedeutenden urbanen und kultischen Zentrum, in dem die Göttin Ištar verehrt wurde. Um ihr Heiligtum haben sich der altassyrische König Šamšī-Adad I. (1808–1776 v. Chr.) und der altbabylonische König Hammurapi (1792–1750 v. Chr.), wie im Prolog des Codex Hammurapi erwähnt, gekümmert. Šamšī-Adad I. rühmt sich, die Zikkurat Ekituškuga und den Emenue-Tempel im Emašmaš (auch Emesmes), dem heiligen Bezirk der Göttin Ištar, renoviert zu haben. Dabei habe er eine Gründungsurkunde von Maništušu, dem Sohn Sargons von Akkad gefunden (s. Einzelnachweis 1).

### Mittelassyrische Zeit
Im 15. und beginnenden 14. Jahrhundert v. Chr. befand sich Ninive unter der Kontrolle des hurritischen Staates Mittani. Ab dem 13. Jahrhundert gehörte es dauerhaft zum assyrischen Reich, als eine der Residenzstädte der assyrischen Herrscher. Besonders intensive Bauaktivitäten sind aus den Inschriften des Tiglatpilesar I. (1114–1076 v. Chr.) bekannt, der den Königspalast („Palast des Königs der Vier Weltgegenden“) und den Ištar-Tempel erneuern, die Stadtmauer reparieren sowie einen Garten und einen Kanal anlegen ließ. In seinen Inschriften erwähnt er als früheren Bauherren des Palastes seinen Großvater Mutakkil-Nusku und seinen Vater Aššur-rēša-iši und als die vorherigen Bauherren des Ištar-Tempels Šamši-Adad I., Aššur-uballiṭ I. und Salmanasser I.
Am Eingang des Königspalastes waren Bilder der wilden Tiere der Berge und des großen Meeres zu sehen, unter anderem ein Bild eines „Seepferdes“ (akkadisch nāḫiru; = „Schwertwal“?), das der König selbst erlegt hatte. Die Türen bestanden aus Fichtenholz und waren mit Bronze beschlagen. Seine Mauern waren mit glasierten Ziegeln in den „Farben von Obsidian, Lapislazuli und Alabaster“ verkleidet.
Aššur-bēl-kala, der Nachfolger Tiglat-Pilesers I., hinterließ eine weibliche Statue, deren Inschrift sie als zu seinem Palast zugehörig identifiziert. Die Statue (94 cm) befindet sich heute im Britischen Museum.

### Neuassyrische Zeit
Zu einer bedeutenden Metropole wuchs Ninive im 1. Jahrtausend v. Chr. Mehrere neuassyrische Herrscher berichten in Inschriften über ihre Bauaktivitäten in der Stadt. Der vollständige Umbau erfolgte unter König Sanherib (704–681), der nach dem Tod seines Vaters, Sargon II., die Hauptstadt von Dūr-Šarrukin (Ḫorsabad) nach Ninive verlegte und die Stadt zum Mittelpunkt seines Reiches machte. Er ließ eine gewaltige Stadtmauer mit einer Länge von 12 km errichten. Sie hatte mehrere Tore, die mit den Namen großer Gottheiten oder anderer Residenzstädte bzw. Provinzen, in deren Richtung sie sich öffneten, benannt wurden. Zwei aus Norden kommende Hauptkanäle (aus Bawian und Maltai) versorgten die Stadt und ihr Umland mit Wasser. Unter Sanherib und seinen beiden Nachfolgern, Asarhaddon (680–669) und Assurbanipal (668–632/27), entstanden auf Kujundschik und Nebi Junus neue monumentale Palastanlagen (siehe: Architektur).
Die Prachtbauten von Ninive wurden zerstört, nachdem die Stadt im Monat Abu (Juli/August) 612 v. Chr. nach einer dreimonatigen Belagerung durch verbündete Truppen des medischen Herrschers Kyaxares und des babylonischen Königs Nabopolassar eingenommen wurde. Der assyrische König Sîn-šar-iškun kam laut der babylonischen „Chronik 3“ dabei ums Leben. Man fand während der Freilegung des Ḫalzi- und Adad-Tores zahlreiche Skelette der gefallenen Verteidiger. Weitere Spuren der Eroberung sind an manchen Palastreliefs sichtbar, auf denen gezielt die Gesichter Sanheribs und Assurbanipals beschädigt wurden.
Gefangene feindliche Könige wurden am Tor von Ninive zur Schau gestellt.

### Antike
Griechische Quellen (Ktesias von Knidos) kennen eine Stadt Ninos, die von dem gleichnamigen mythischen Herrscher Ninos gegründet worden sein soll. Nach Strabo (Geographika 16, 2) lag Ninos in Aturien, einer Region, die jenseits von Arbela am anderen Ufer des Lykos liegt (16, 3). Diese Stadt wird allgemein mit Ninive identifiziert.
Bei den Ruinen von Ninive fand im Dezember 627 n. Chr. die Entscheidungsschlacht im letzten römisch-persischen Krieg statt (Schlacht bei Ninive).

## Archäologische Stätte

### Ausgrabungsgeschichte

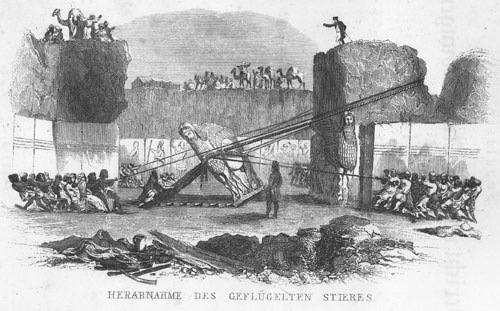
Herabnahme des Geflügelten Stieres während der Ausgrabung Layard

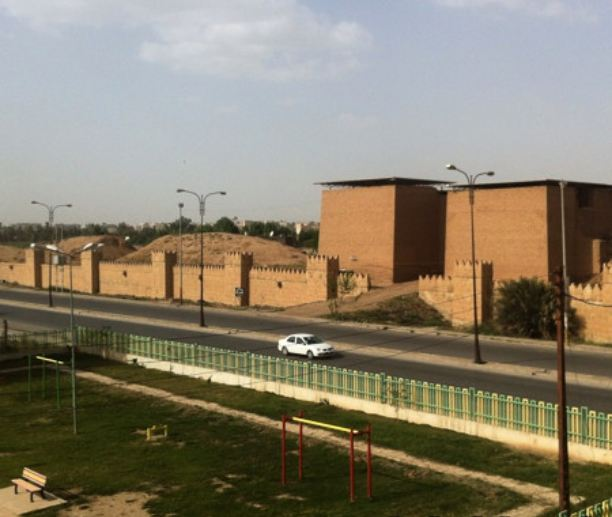
Rekonstruktion der Stadtmauer mit dem Mashki-Tor

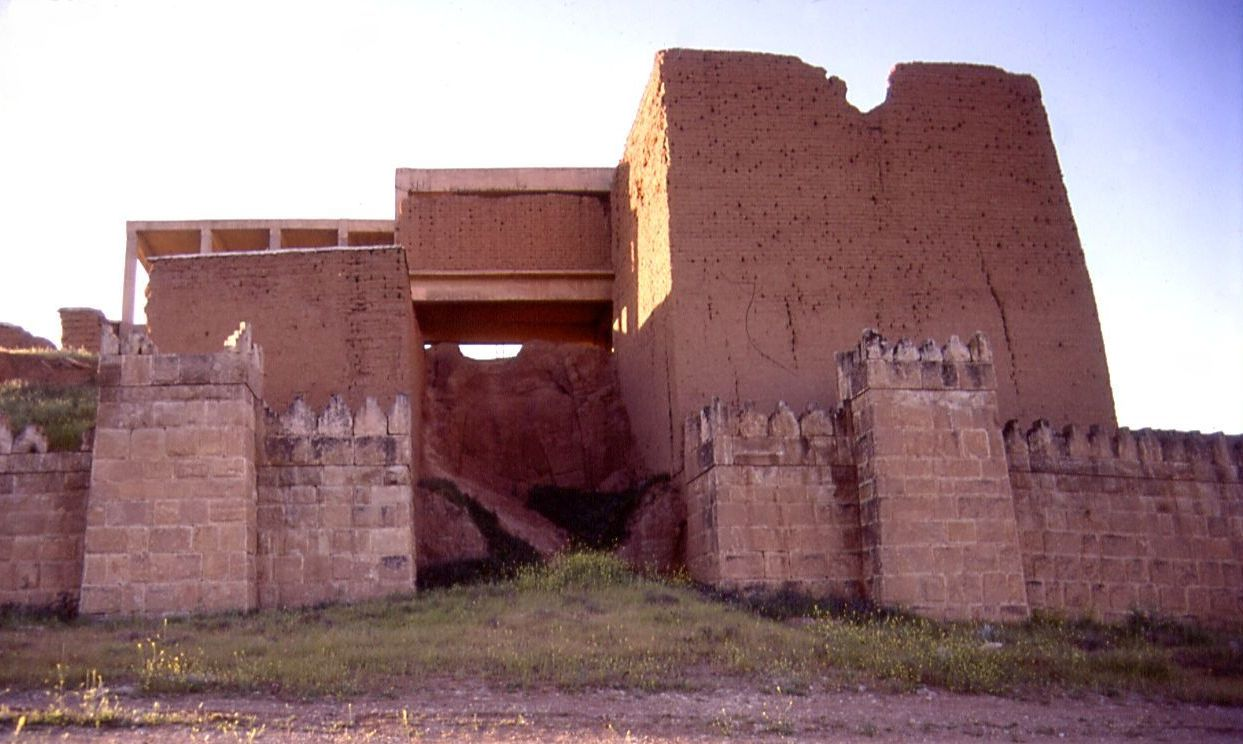
Rekonstruktion des Tors, das dem Gott Adad gewidmet ist

Zwischen 1808 und 1820 war Claudius James Rich, Resident der East India Company in Bagdad, vier Mal in Mossul. Dabei untersuchte Rich den Hügel von Kuyunjik, von dem er die erste ausführliche Beschreibung mit Plan erstellte, der für die nachfolgenden Ausgräber sehr wichtig war.
1842 wurde Ninive von Paul-Émile Botta wiederentdeckt und in Teilen ausgegraben. Da er nach drei Monaten Arbeit nichts in seinen Augen Erfolgversprechendes fand, wandte er sich nach Khorsabad. Die Zeit der ersten britischen Grabungen auf dem Tell Kujundschik (1845–1855) wurde durch Austen Henry Layard und C. Rassam eingeläutet. Während der ersten, überaus erfolgreichen Kampagne entdeckte man einige neuassyrische Tempel und Palastbauten.
Ende des 19. Jahrhunderts erregte die Entdeckung von Keilschrift-Tafeln mit der „biblischen“ Sintflut-Erzählung (Fragmente des Gilgamesch-Epos) durch George Smith großes Aufsehen und gab weiteren Ausgrabungen auf dem Tell einen Schub. Dadurch wurde eine regelrechte Jagd nach den Tafeln ausgelöst („tablet hunt“), der sich auch C. Rassams Bruder Hormuzd Rassam anschloss. Die Funde von Tontafeln stammen überwiegend aus der Bibliothek des Aššurbanipal. Im frühen 20. Jahrhundert wurden die Ausgrabungen von dem Briten Reginald Campbell Thompson fortgeführt. 1931–32 legten R. C. Thompson und Max Mallowan einen Tiefschnitt an, der die Schichten von Ninive 1 erreichte (heute als Hassuna-Zeit bekannt). Die Schichtenfolge des Tiefschnitts:
- Ninive 5 – bemalte Keramik, frühdynastisch, 2900–2360 v. Chr.
- Ninive 4 – Djemdet-Nasr-Zeit, entspricht Tepe Gaura X-VIII
- Ninive 3 – Obed (Obed 3/4)
- Ninive 2 – östliches Halaf
- Ninive 1 – Hassunna

Während der Kampfhandlungen der beiden Weltkriege wurde der Tell Kujundschik wegen seiner strategisch günstigen Lage von türkischen beziehungsweise britischen Militärs als Basislager genutzt. Dennoch wird der im Krieg entstandene Schaden in der Forschung geringer als derjenige eingeschätzt, den Thompsons Ausgrabungen für die Archäologie bedeuten. Insgesamt ließ man während dieser umstrittenen Ära von Grabungen wenig Sorgfalt bei der graphischen Dokumentation architektonischer Überreste walten.
Nach dem Zweiten Weltkrieg war es lange Zeit ruhig um Ninive, bis die irakische Altertumsverwaltung 1965 begann, Paläste und Tempel zu restaurieren und mehrere Rettungsgrabungen durchzuführen. Weite Bereiche wurden erneut aufgedeckt und zum Schutz der Reliefs überdacht. Die Regierung erklärte das gesamte Gelände innerhalb der Stadtmauern zum archäologischen Park und erließ ein striktes Bauverbot.
Die bisher letzten Grabungen zwischen 1987 und dem Ausbruch des Zweiten Golfkrieges unternahm ein amerikanisches Team unter der Leitung von David Stronach. Die irakischen Archäologen haben Teile der Stadtmauer und einige Stadttore restauriert, zuletzt mit Unterstützung der US-amerikanischen Armee.

### Zerstörungen durch den „Islamischen Staat“
Ende Februar 2015 wurden archäologische Fundstücke, zumeist Statuen aus verschiedenen Perioden der assyrischen Reiche, im Museum von Mossul durch die salafistische Terrormiliz Islamischer Staat (IS) zerstört. Auch „an der archäologischen Grabungsstätte (in Ninive) attackierten die Fanatiker eine Torwächterfigur mit dem Pressluftbohrer.“ Markus Hilgert, bis Mai 2018 Direktor des Vorderasiatischen Museums Berlin, rief dabei zu einem Schutzprogramm auf, das auch die Ausbildung syrischer und irakischer Archäologen und Restauratoren beinhalten soll. Ein vom Bundesministerium für Bildung und Forschung für drei Jahre finanziertes Projekt sieht zudem vor, „den Schwarzmarkt mit antiken Kunstwerken besser auszuleuchten. […] Denn die Ausgrabungsstücke, die der islamische Staat nicht zerstört, die verkauft er.“
Im April 2016 zerstörte der IS das Nergal-Tor unter Einsatz von militärischem Gerät. Im Januar 2017 wurde das im östlichen Stadtteil von Mossul befindliche Gelände von den irakischen Streitkräften zurückerobert.
2014 wurde die Nebi-Yunus-Moschee, in der sich nach der langen Tradition die Grabstätte des Propheten Jona befand, von den IS-Truppen in die Luft gesprengt und die darunterliegenden Reste des Militärpalastes aus dem 7. Jahrhundert v. Chr. mit Hilfe eines Tunnelnetzes zwei Jahre lang geplündert. Seit 2018 führt hier ein archäologisches Team der Universität Heidelberg unter der Leitung von Peter A. Miglus und Stefan Maul neue Forschungen durch, mit dem Ziel, die verursachten Zerstörungen zu dokumentieren und neue Erkenntnisse über das Palastgebäude zu gewinnen.

### Aktuelle Forschungen
Im Jahr 2019 konnte das initiale Rettungs- und Dokumentationsprojekt im Militärpalast auf Tell Nebi Yunus (s. o.) zu einem größeren archäologischen Forschungsvorhaben „Ausgrabungen im Alten Ninive“ ausgebaut werden, das nach und nach weitere Bereiche des antiken Stadtgebiets in den Blick nimmt. Auf Tell Kuyunjik werden seit 2021 Bergungs- und Restaurierungsmaßnahmen in der Thronsaalgruppe des Südwestpalastes umgesetzt, inzwischen finden hier sowie seit 2022 auch im Nordpalast zudem neue Grabungen statt. Die Arbeiten am vom IS zerstörten Nergal-Tor wurden 2023 aufgenommen. In Vorbereitung auf die künftige Erforschung der Unterstadt wurden 2021 und 2023 geophysikalische Untersuchungen nördlich von Tell Kuyunjik durchgeführt.

## Architektur
Die wichtigsten Architekturbefunde von Ninive wurden auf dem Hügel Kujundschik freigelegt: Heiligtümer der Göttin Ištar und des Gottes Nabû sowie zwei königliche Paläste, Südwest-Palast und Nordpalast, die von Sanherib (704–681 v. Chr.) bzw. Assurbanipal (668–632/27 v. Chr.) errichtet wurden. Auf Nebi Junus baute Sanherib den als Militärpalast oder Zeughaus (akk. ekal māšarti) bekannten Palast. Außerhalb der beiden Haupthügel, im Zentrum des neuassyrischen Ninive, wurde der Unterstadtpalast des Königs Asarhaddon (680–669 v. Chr.) teilweise ausgegraben.

### Stadtbefestigung
Während der Herrschaft Sanheribs werden in Keilschrifttexten erst vierzehn, dann fünfzehn und schlussendlich achtzehn Stadttore beschrieben. Die Stadtmauer selbst wurde in den Jahren 702–690 v. Chr. errichtet und hatte eine Länge von ca. 12 km. Sie bestand aus einer inneren Hauptmauer, die laut keilschriftlicher Überlieferung auf einem Kalksteinfundament ruhte, und einer äußeren Steinmauer. Anhand der Texte und Grabungsergebnisse lässt sich die innere Mauer als ca. 15 m dick und ungefähr 25 m hoch rekonstruieren. Die äußere Steinmauer im Bereich von Tor 4 ist 11 m dick und ihre Reste deuten auf eine ursprüngliche Höhe von 4,5 m hin.
Außerhalb der Stadtmauer befand sich ein Verteidigungsgraben, der vermutlich zumindest in Teilen mit Wasser aus den umliegenden Kanälen gefüllt war. Noch heute ist der Großteil der Mauer als Wall um die Stadtruine herum sichtbar.
Bisher konnten noch nicht alle in den Texten genannten Stadttore auch archäologisch lokalisiert bzw. identifiziert werden. In einem Text aus dem Jahr 690 v. Chr. werden die Stadttore mit ihren Eigennamen genannt. Tor 1 befand sich vermutlich an der südwestlichen Ecke der Stadtmauer. Die Tore 2 bis 7 sind alle entweder nach Süden oder Osten, Tore 9 bis 11 nach Norden und 12 bis 18 nach Westen gerichtet. Ausgegraben wurden Tor 2 (Aššur-Tor), Tor 3 (Ḫalzi-Tor), Tor 4 (Šamaš-Tor), Tor 9 (Adad-Tor), Tor 10 (Nergal von Tarbiṣu-Tor), Tor 11 (Sîn-Tor) und Tor 12 (Ea-Tor). In den Kammern des Ḫalzi- und Adad-Tores kamen zahlreiche Skelettreste der Verteidiger zutage, die bei der Eroberung der Stadt im Jahre 612 v. Chr. gefallen waren.

### Südwest-Palast
Austen Henry Layard entdeckte während seiner ersten Kampagne unter anderem den Palast des neuassyrischen Königs Sanherib, den sogenannten Südwest-Palast. Layard identifizierte dessen Erbauer durch Inschriften als „den Sohn des Erbauers von Chorsabad“. Obwohl Layard in seiner zweiten Kampagne große Teile des Palastes freilegen konnte und spätere Ausgrabungen weitere Bereiche im Nordwesten und Südwesten erschlossen, ist bisher nur gut die Hälfte des Gebäudes ausgegraben worden. Der Rest ist vermutlich nicht mehr vorhanden.
1904 begann Richard Campbell Thompson Ausgrabungen am Südwest-Palast, die er 1930 fortsetzte. Die Dokumentation seiner Ausgrabungen ist jedoch mangelhaft. So sind genaue Grundriss-Zeichnungen des Südwest-Palastes den ersten Ausgräbern – vor allem A. H. Layard – zu verdanken. Die Ruine des Südwest-Palasts haben irakische Archäologen in ein Museum integriert.
Der unter dem Namen Südwest-Palast bekannte Königspalast auf Kujundschik wurde von Sanherib zu Beginn seiner Herrschaft errichtet und „Palast, der Seinesgleichen Nicht Hat“ (ekallu šāninu lā īšû) genannt. Die freigelegten Reste erstrecken sich auf einer Fläche von ca. 150 × 200 m. Die Anlage war ursprünglich viel größer, aber der gesamte Eingangsbereich mit dem Vorderhof auf der Nordostseite war schlecht erhalten und wurde kaum untersucht. Von dort konnte man den 56,3 × 13,1 m großen Thronsaal betreten. Hinter diesem befanden sich die zentralen Innenhöfe 6 und 19 mit umliegenden Räumen, die repräsentativen Zwecken dienten. Sowohl der Thronsaal als auch andere Haupträume waren mit steinernen Wandreliefs geschmückt, die sowohl Sanherib als auch sein Enkel Assurbanipal anbringen ließen. Ihre Eingänge waren mit reliefierten Laibungsplatten versehen, auf denen geflügelte göttliche Mischwesen, bekannt aus assyrischen Texten als aladlammû (lamassu) und apsasû, als Torwächter dargestellt waren. In Raum 36, der zum größten Palastflügel gehörte, befand sich der Bildzyklus, der die Eroberung der Stadt Laḫiš durch assyrische Truppen 701 v. Chr. zeigt (heute im British Museum). In derselben Raumgruppe, in Raum 41, kam ein Teil der berühmten Bibliothek Assurbanipals zutage. Im Westen lag am Hof 64 ein Wohnbereich mit dem durch eine Löweninschrift belegten Appartement der Königin Tašmētum-šarrat, Hauptgemahlin Sanheribs. Auf der West- und Südseite schlossen sich an das Bauwerk große Terrassen an, die einen Ausblick über den Fluss und die Stadt boten. Die Palastfassaden, die sich zu den Terrassen hin öffneten, besaßen möglicherweise pfeilergestützte Portale, ähnlich jenen, die auf dem Relief BM 124938 aus Raum H im Nordpalast dargestellt sind.

### Nordpalast
Der Nordpalast lag nordwestlich des Ištar-Tempels. Beweise für die Existenz eines Palastes an dieser Stelle liefern beschriftete Ziegel und Bauurkunden mehrerer mittel- und neuassyrischer Herrscher (z. B. Salmanassar I., Tiglatpileser I. oder Assurnasirpal II.), die im Umfeld des Ištar- und Nabû-Tempels gefunden wurden. Diese alten Anlagen wurden im Zuge von späteren Bauarbeiten am Nabû-Tempel teilweise zerstört. Sanherib errichtete an dieser Stelle das bēt redûti (vermutlich ein Palast für den Kronprinzen).
Das letzte Bauwerk ließ Assurbanipal von Grund auf neu errichten. Ein Gründungsprisma, welches bei Ausgrabungen innerhalb des Palastes gefunden wurde, nennt das Jahr 646 v. Chr. als Baubeginn. Der Zeitpunkt war nicht zufällig gewählt, da 648 v. Chr. Babylon und 647 v. Chr. Susa von den Assyrern unter Assurbanipal erobert wurden. Somit könnte der Palast ein Zeugnis seines Triumphes sein. Keines der datierbaren Wandreliefs innerhalb des Palastes zeigt Szenen nach 643 v. Chr., welches als Hinweis auf das Jahr der Fertigstellung betrachtet werden kann.
Da der Palast durch Erosion und Nachbesiedlung stark zerstört wurde und weniger als die Hälfte des Palastes ergraben ist, kann keine genaue Aussage über seine Größe gemacht werden. Die Mindestgröße betrug aber 125 × 250 m. Der Haupteingang wird an der östlichen Ecke des Palastes vermutet, da dort Reste eines Tores zu Tage kamen. Im nordöstlichen Flügel befand sich der Vorderhof, von dem drei monumentale Eingänge zum Thronsaal führten, dessen Wände mit Reliefs geschmückt waren. Vom Innenbereich sind nur wenige Räume ausgegraben. Inschriftlich ist ein Obstgarten im Bereich der Anlage überliefert.
Die ersten Ausgrabungen im Nordpalast führte Austen Henry Layard in den Jahren 1845-7 und 1849-51 durch. Erst ein Jahrhundert später, 1949, fanden hier erneute Untersuchungen unter der Leitung von Max Mallowan statt. 1956 begann der irakische Antikendienst mit der Rekonstruktion des Palastes. Diese Arbeiten dauerten mit Unterbrechungen bis 2002.

### Militärpalast auf Nebi Yunus
Der Palast auf Tell Nebi Yunus, dem kleineren Hügel von Ninive, wurde bis heute nicht ausreichend erforscht. Laut Inschriften Sanheribs und seines Sohnes Asarhaddon handelt es sich dabei um einen Militärpalast (ekal kutalli bzw. ekal māšarti), dessen Aussehen in ihren Texten ausführlich beschrieben wurde. Dabei liefern die Königsinschriften verschiedene Angaben zu Konstruktion, Dekoration und Funktion des Gebäudes. König Asarhaddon berichtet beispielsweise, dass der Palast Pferde, Maultiere, Esel, Kamele, Militärausrüstung, Kriegsgerät und Kriegsbeute beherbergte und sein Hof zum Trainieren der Pferde und zum Einherfahren der Streitwagen genutzt wurde. Zudem war die Anlage reich mit Steinplatten und Balken aus Zedernholz, Türen aus Zypressenholz, glasierten Ziegeln und Metallobjekten (z. B. geflügelten Stierfiguren) ausgestattet. Die Erwähnung eines Parks lässt diese Königsresidenz nicht nur wie eine rein militärisch genutzte Anlage anmuten.
Sie war in die südwestliche Stadtbefestigung integriert. Die frühesten Belege sind gestempelte Ziegel der Könige Assurnasirpal II. (883–859 v. Chr.) und Adad-nerari III. (810–783 v. Chr.), wobei das Bauwerk aus dieser Zeit unbekannt ist. Die erhaltene, archäologisch nur in kleinen Bereichen untersuchte Anlage lässt sich anhand von Gründungsurkunden und beschriftetem Baumaterial ins 7. Jh. v. Chr. datieren. Sie wurde bisher nur punktuell erforscht.
1852-53 wurden von der damaligen osmanischen Stadtverwaltung Reliefs mit Darstellungen geflügelter Stiere am Haupteingang des Thronsaals freigelegt. Weitere Reliefs der Thronsaalfassade kamen 1986-90 während der Ausgrabung des State Board of Antiquities and Heritage of Iraq zutage. Bereits 1954 wurde das östliche Außentor des Palastes mit drei Statuen des Pharaos Taharqa gefunden, die der König Asarhaddon während seines ägyptischen Feldzugs erbeutet und nach Ninive gebracht hatte.
2018-19 ist es Archäologen von der Universität Heidelberg gelungen, die von den Plünderern des „Islamischen Staates“ verursachten Zerstörungen unter der Nebi Yunus-Moschee zu dokumentieren und dadurch den Plan des Thronsaalflügels zu rekonstruieren. Dabei wurden an zwei Toren Figuren geflügelter Stiere lokalisiert sowie über 30 steinerne Wandplatten und zahlreiche Ziegel mit Inschriften der assyrischen Herrscher Sanherib, Asarhaddon und Assurbanipal aufgenommen. Bei den neuen Grabungen wurde ferner das Haupttor des Thronsaals wiedergefunden und eine königliche Schatzkammer freigelegt.
Die wissenschaftliche Publikation der neuesten Untersuchungen befindet sich derzeit in Vorbereitung.

## Rezeption

### Ninive in der Bibel
Im Alten Testament der Bibel einschließlich der Apokryphen wird Ninive häufiger erwähnt. Als Gründer Ninives wird in 1. Mose 10,11  Nimrod, ein Urenkel des Noah, erwähnt. 2. Könige 19,36  nennt es als Residenz des Assyrerkönigs Sanherib. Das Buch Nahum enthält Prophezeiungen über den Untergang (Nah 2 ) des als „große Hure“ bezeichneten (Nah 3 ) Ninives. Das Buch Jona berichtet von der Sendung des gleichnamigen Propheten nach Ninive, der der Stadt Gottes Urteil verkündete, sodass die Stadt umkehrte und Buße tat von ihren bösen Wegen. Daraufhin tat Gott das Übel nicht, das er ihnen angedroht hatte. Im Buch Zefanja findet sich ein Fremdvölkerspruch gegen Ninive. Der Untergang der Stadt wird angekündigt:

„Auch Dohlen und Eulen werden auf ihren Säulen die Nacht verbringen. Sie werden in den Fenstern schreien und die Raben auf den Schwellen. Denn das Zedernholz ist abgerissen.“

Die Stadt wird zum Spott der Vorübergehenden, die pfeifen und in die Hände klatschen aus Freude über ihre Zerstörung.
Auch der Prophet Nahum aus Elkosch beschreibt die bevorstehende Zerstörung. Die Stadt wird in Flammen aufgehen, die Einwohner durch das Schwert umkommen, während die Königin und die Jungfrauen hinweggeführt und das Volk über die Hügel zerstreut werden wird. Die Mauern des Palastes sollen durch die Wasser des umgeleiteten Flusses zerstört werden. Wie eine reife Feige wird die Stadt fallen, auch wenn sie sich noch so sicher fühlt.

„5 Siehe, ich will an dich, spricht der Herr Zebaoth; ich hebe den Saum deines Gewandes über dein Angesicht und zeige den Völkern deine Blöße und den Königreichen deine Schande. 6 Ich werfe Unrat auf dich, schände dich und mache ein Schauspiel aus dir, 7 dass alle, die dich sehen, vor dir fliehen und sagen: Ninive ist verwüstet; wer will Mitleid mit ihr haben? Und wo soll ich dir Tröster suchen?“

In späteren alttestamentlichen Schriften, im Buch Jona, das wahrscheinlich erst in hellenistischer Zeit entstanden ist, sowie den Büchern Tobit und Judit, die keineswegs älter sind, ist die Erinnerung an Ninive als Assyrerhauptstadt weitergeführt worden. Die Stadt steht nun als literarisches Symbol aller Großmächte, unter deren Vorherrschaft Israel stand (so bei Jona), bzw. als Hauptstadt der (negativ) idealisierten, Israel beherrschenden oder bedrohenden Großmacht (so bei Tobit und Judit). Dass die Stadt zum literarischen Topos für die bedrohliche Großmacht überhaupt geworden ist, zeigt sich im Buch Jona sowie im Buch Judit darin, dass das Ninive-Bild mit Elementen anderer Großmächte verbunden ist. Im Jona-Buch sind Elemente in das Ninivebild eingeflossen, die ursprünglich mit den Persern verbunden waren (Eingottglaube der Niniviten; gemeinsames Dekret des Königs und seiner großen Beamten; Einbeziehung der Tiere in die Buße); im Buch Judit ist Ninive, die Hauptstadt Assyriens, als Residenz Nebukadnezars dargestellt, der nicht König von Assyrien, sondern von Babylon war. Zugleich hat dieser einen Feldhauptmann mit dem persischen Namen Holofernes. Im Jona-Buch sind also mit Ninive die Elemente zweier Großmächte verbunden, mit denen Israel in seiner Geschichte zu tun hatte, der Assyrer und der Perser. Im Buch Judit ist Ninive als Residenz Teil eines Großmachtbildes, in das Elemente dreier Großmächte eingegangen sind, der Assyrer, der Babylonier und der Perser.

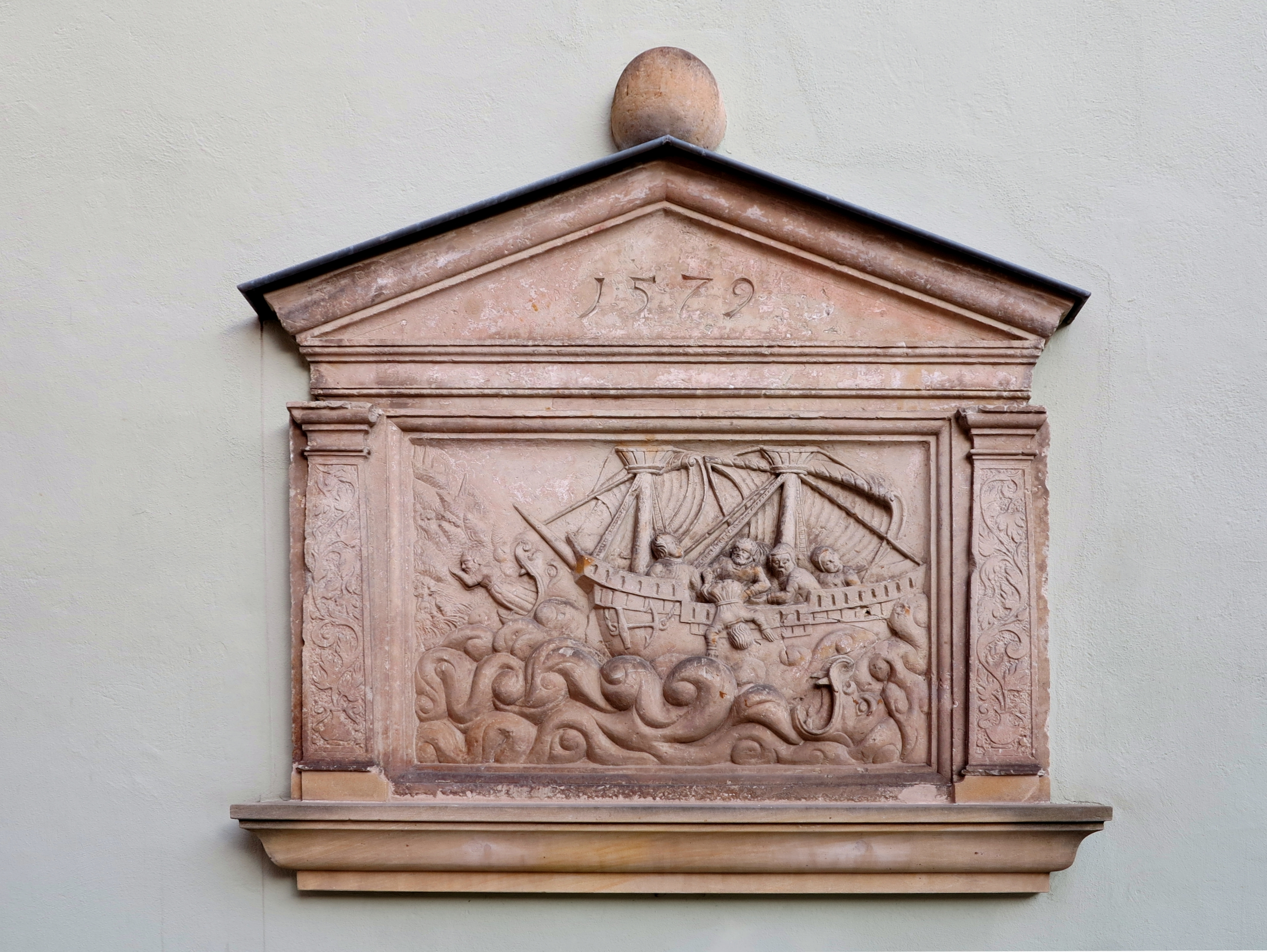
Bildliche Darstellung an der Nordwestecke des Marktplatzes in Pirna: Jona auf dem Weg nach Ninive. Hier wird er vom Walfisch verschluckt und später an Land geworfen.

### Ninive bei Schriftstellern des klassischen Altertums
Xenophon beschrieb in der Anabasis (III,4,10–12) die Ruinen von Ninive unter dem Namen Maspila, die er wohl selbst gesehen hatte, aber er verbindet sie mit der Herrschaft der Meder und der Eroberung durch Kyros II. Herodot (I,178) berichtet von einer Stadt Ninos am Tigris, nach deren Fall der Sitz des Königtums nach Babylon verlegt worden sei.
Spätere Autoren wie Ktesias von Knidos berichten, Ninos sei durch den König Ninos gegründet worden (so wie Babylon durch Belos), wissen aber sonst wenig Konkretes zu berichten. Die Beschreibung des Grabmals des Ninos bei Diodor lässt vermuten, dass man zu dieser Zeit den ganzen Tell mit den Ruinen des Grabmals gleichsetzte. Strabo (Geographika 16,2) berichtet von der Stadt Ninos, die von König Ninos, dem Gemahl der Semiramis, gegründet wurde. Sie war größer als Babylon und lag in Aturien, durch den Fluss Lykos von Arbela geschieden. Ninos wurde nach der Niederlage gegen die Meder zerstört.